# Lista de membros associados da Academia Brasileira de Ciências empossados entre 1942 e 1966
Esta lista contém os nomes dos membros associados da Academia Brasileira de Ciências empossados no período entre 1942 e 1966 da ABC. 
A categoria de associados foi extinta na reforma estatutária ocorrida em 1999. Ambas as categorias titular e associado são de caráter vitalício. 
| Imagem | Nome                             | Datas de nascimento e falecimento             | Local de nascimento        | Área de especialização | Alma mater | Data de posse          | Conhecido por | Referências       |
| ------ | -------------------------------- | --------------------------------------------- | -------------------------- | ---------------------- | ---------- | ---------------------- | --- | ----------------- |
|        | Marília Chaves Peixoto           | 24 de fevereiro de 1921 05 de janeiro de 1961 | Sant'Ana do Livramento, RS | Ciências Matemáticas   | UFRJ       | 26 de junho de 1951    | Trabalhou com Leopoldo Nachbin e Maurício Peixoto. Foi a primeira mulher brasileira a ingressar na ABC.                                            | [ 3 ] [ 4 ]       |
|        | Elisa Esther Maia Frota-Pessoa   | 17 de janeiro de 1921 29 de dezembro de 2018  | Rio de Janeiro, RJ         | Ciências Físicas       | UFRJ       | 23 de dezembro de 1952 | Juntamente com Sonja Ashauer (USP), foi a segunda mulher a graduar-se em Física no Brasil. Co-fundadora do Centro Brasileiro de Pesquisas Físicas. | [ 5 ]             |
|        | Maria Laura Mouzinho Leite Lopes | 18 de janeiro de 1917 20 de junho de 2013     | Timbaúba, PB               | Ciências Matemáticas   | UFRJ       | 13 de maio de 1952     | Foi aluna de Luiz de Barros Freire. Foi a primeira Doutora em Matemática formada no Brasil.                                                        | [ 6 ] [ 4 ] [ 7 ] |
|        | Paulo Ribenboim                  | 13 de março de 1928                           | Recife, PE                 | Ciências Matemáticas   | UFRJ       | 27 de novembro de 1956 | Orientou Aron Simis. Membro da Sociedade Real do Canadá (1969). Prêmio Ribenboim, oncedido pela Canadian Number Theory Association.                | [ 8 ] [ 9 ]       |
|        | Gunter Heinrich Reinhard Kegel   | 16 de junho de 1929                           | Herborn, Alemanha          | Ciências Físicas       | UFRJ       | 26 de dezembro de 1957 | Membro da Academia de Ciências de Nova Iorque | [ 10 ]            |
|        | José Reinaldo Magalhães          | 21 de maio de 1932                            |                            | Ciências Biomédicas    |            | 26 de dezembro de 1961 | | [ 11 ]            |
|        | Rudolf Louis Hausmann            | 25 de agosto de 1929                          | Barcelona, Espanha         | Ciências Biológicas    | UFRJ       | 17 de dezembro de 1963 | Foi orientado por Carlos Chagas Filho. | [ 12 ]            |
|        | Dyrce Lacombe de Almeida         | 16 de março de 1932                           | Rio de Janeiro, RJ         | Ciências Biológicas    | UFRJ       | 22 de dezembro de 1964 | | [ 13 ]            |
|        | Luiz Carlos Galvão Lobo          | 18 de janeiro de 1934                         |                            | Ciências da Saúde      | UFRJ       | 22 de dezembro de 1964 | | [ 14 ]            |
|        | Abrahão Iachan                   | 27 de janeiro de 1924 2018                    |                            | Ciências Químicas      | UFRJ       | 28 de dezembro de 1965 | Membro da Academia de Ciências de Nova Iorque | [ 15 ] [ 16 ]     |
|        | Arthur Gerbasi da Silva          | 24 de julho de 1929                           | Rio de Janeiro, RJ         | Ciências Físicas       |            | 28 de dezembro de 1965 | | [ 17 ]            |
|        | Cezar Antonio Elias              | 25 de março de 1926                           |                            | Ciências Biomédicas    | UFRJ       | 28 de março de 1965    | Em sua primeira excursão científica, acompanhou Lauro Travassos.                                                                                   | [ 18 ]            |
|        | Fernando Dias de Avila Pires     | 06 de janeiro de 1933                         |                            | Ciências Biológicas    | UERJ       | 28 de dezembro de 1965 | | [ 19 ]            |